# راجما

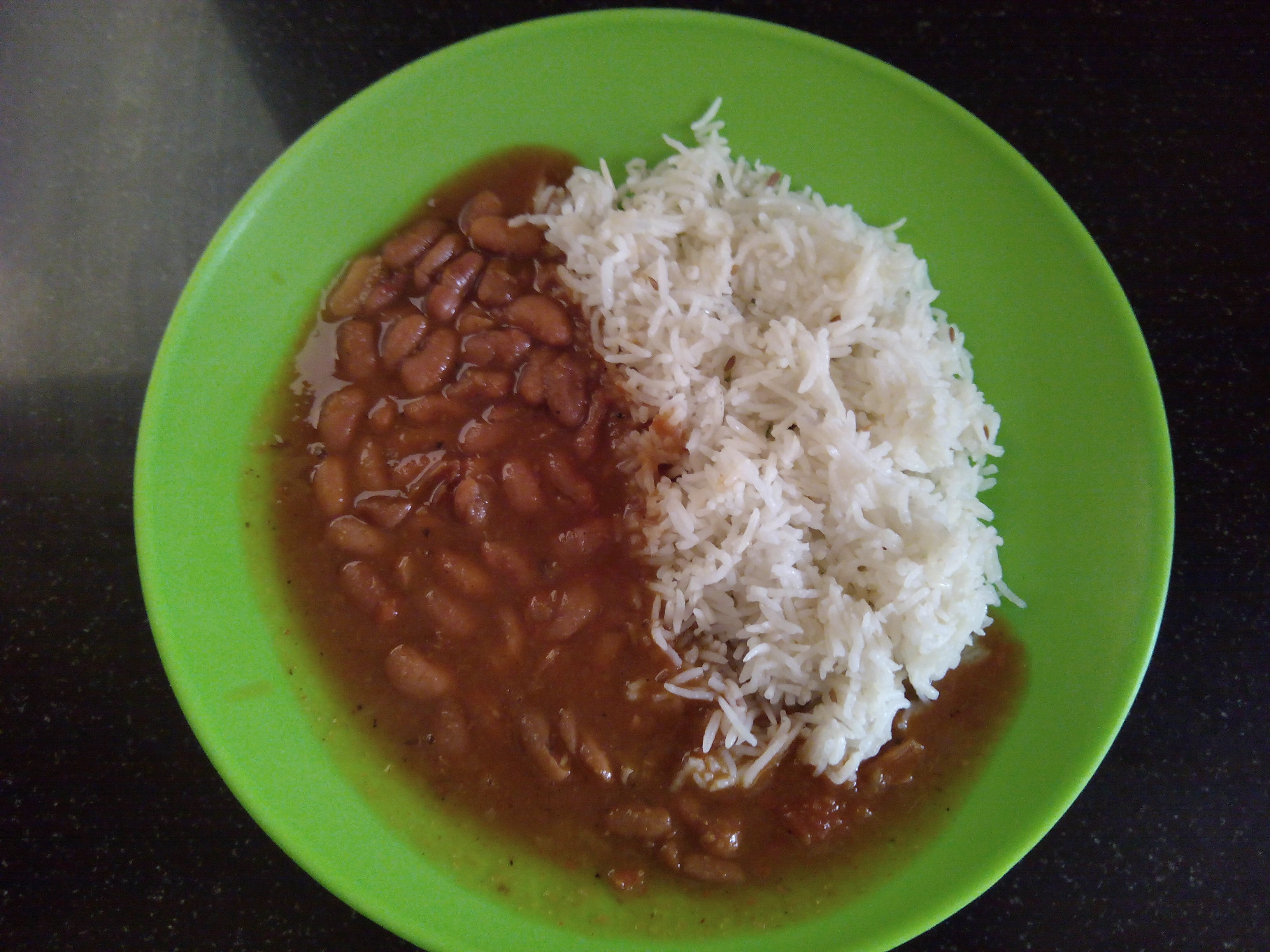
راجما یا لوبیا قرمز که در سس پیاز و گوجه‌فرنگی در هند پخته شده است

راجما (هندی: राजमा , نپالی: राजमा، اردو: راجما‎) راجمه، رزما یا لال لوبیا نیز شناخته می‌شود، یک غذای گیاهی است که از شبه قاره هند منشأ گرفته و شامل لوبیا قرمز در یک سس غلیظ با بسیاری از ادویه‌های کامل هندی است و معمولاً با برنج سرو می‌شود. این غذا بخشی از رژیم غذایی معمول در شمال هند، نپال و ایالت پنجاب پاکستان است. این غذا پس از ورود لوبیا قرمز از مکزیک به شبه قاره هند رواج یافت. راجما چاول لوبیا قرمزی است که با برنج آب‌پز سرو می‌شود.

## تنوع منطقه ای
راجما یک غذای محبوب در ایالت‌های شمالی هند و همچنین در پاکستان و نپال است.
گفته می‌شود که برخی از بهترین راجماها در ایالت‌های شمالی هند، هیماچال پرادش، اوتاراکند و منطقه جامو در جامو و کشمیر تهیه می‌شود. راجما چاول که با چتنی آناردانا (انار) سرو می‌شود، غذای معروفی در پیراه، شهری در ناحیه رامبن جامو و کشمیر و آسر/بگر در منطقه دوده جامو و کشمیر است.
راجما در دره چنتا در منطقه دوده، که فاصله کمی از شهر بادرواه در استان جامو دارد، گفته می‌شود که یکی از محبوب‌ترین‌ها است. این لوبیاها از نظر اندازه کوچکتر از اکثر راجماهایی هستند که در دشت‌ها کشت می‌شوند و طعم شان شیرین کمتری دارد.
ترکیب راجما و برنج به‌طور کلی به عنوان محبوب‌ترین غذای مورد علاقه هندی‌های شمالی و نپالی‌ها ذکر شده است. راجما در هند با پیاز، سیر و بسیاری از ادویه‌ها تهیه می‌شود و یکی از غذاهای اصلی در نپال است.
راجما ماسالا یک غذای محبوب در ایالت‌های شمالی هند و همچنین در پاکستان است. روش پخت پنجابی راجما ماسالا این است که لوبیا را یک شب در آب خیس می‌کنند، آن‌ها را در زودپز می‌پزند و سپس در بونا با ماسالا تهیه شده از پیاز، گوجه‌فرنگی خرد شده، زنجبیل، سیر و ترکیبی از ادویه‌ها از جمله زیره سبز، گشنیز، زردچوبه، پودر گارام ماسالا و چیلی مخلوط می‌کنند.

## ارزش غذایی
یک وعده ۱۰۰ گرمی (۳٫۵ اونس) از لوبیاهای راجما پخته شده حدود ۱۴۰ کالری، ۵٫۷ گرم (۰٫۲۰ اونس) پروتئین، ۵٫۹ گرم (۰٫۲۱ اونس) چربی و ۱۸ گرم (۰٫۶۳ اونس) کربوهیدرات دارد.